# Невадо дел Руиз
Невадо дел Руиз, познат и као Месеа де Ервео или Кумандај је стратовулкан и важи за други најактивнији у Колумбији након вулкана Галерас.
Састављен је од више слојева лаве, вулканског пепела и других пирокластичних стена. Активан је већ 2.000.000 година, од раног плеистоцена, односно касне плиоценске епохе. Његово постојање се дели на три главна еруптивна периода. Садашња купа формирана је пре 150 хиљада година.
Дана 13. новембра 1985. године, мала ерупција произвела је велики лахар који је уништио град Армеро, што је довело до смрти око 25.000 људи. Овај догађај је касније постао познат као трагедија у Армеру и проглашен је за најсмртоноснији лахар у историји.
Невадо дел Руиз припада „Националном парку Лос Невадос” који такође чини неколико других вулкана. Врх вулкана је прекривен великим ледницима али упркос томе, и даље представља велику опасност по околне градове. Постоје процене према којима постоји могућност да би чак 500.000 људи било у опасности приликом поновног активирања вулкана.

## Флора и фауна
Невадо дел Руиз је због своје велике надморске висине слабо окружен шумом. На мањим надморским висинама присутна је добро развијена умерена шума. Изнад змерених шума делови вулкана су прекривени шумом патуљастог раста. Изнад границе дрвећа доминирају различите врсте трава. Регионална вегетација се састоји од разних породица дрвенастих биљака.
Простор Невадо дел Руиза насељавају две угрожене врсте животиња - планински тапир и медвед наочар, а осим њих овде постоји и 27 врста птица, од којих се чак 15 сматра угроженим.

## Историја ерупција
Прва ерупција Невадо дел Руиза догодила пре 1,8 милиона година, односно почетком плеистоцене епохе. Постоје три еруптивна периода подељена на периоде:
- праисторијски
- стари
- садашњост

Током праисторијског периода који је трајао пре око 1 милион до 2 милиона година, створен је комплекс великих стратовулкана. Пре око 1 милион и 0,8 милиона година, овај комплекс вулкана је делимично еродиран.
У старијем периоду, који је трајао од 0,8 милиона до 0,2 милиона година, формирао се комплекс нових великих стратовулкана (укључујући и старије - Руиз, Толима, Киндио, и Санта Изабел). Још једном експлозивна купа формирана је пре 0,2 милиона година.
Садашњи период је почео пре 150.000 година и током њега формирале су се купе од слојева андезита и дацита.
Током протеклих 11.000 година, Невадо дел Руиз прошао је кроз најмање 12 еруптивних фаза, које укључују појаве клизишта, пирокластичног материјала и лахара. Последњих неколико хиљада година, ерупције вулкана су углавном биле мале, а количина пирокластичног материјала била је знатно мања него током плеистоцена. Најраниј забележена ерупција догодила се око 6660. година п.н.е

### Лахар 1595. године
Током јутра 12. марта 1595. године Невадо дел Руиз је еруптирао. Овај догађај се састојао од три плинијске ерупције, које су се чуле и до 100 km од самог вулкана. Избачена је велика количина пепела, што је довело до привременог сумрака. Укупно, ерупција је произвела 0,16 km³ тефре. Три дана пре ерупције околину је задесио земљотрес. Ерупција је изазвала велики број вулканских лахара који је прекрио долине оближњих река. Ток воде у рекама је блокиран, што је довело до масновног помора рибе. У исто време страдало је око 600 људи. Ово је била последња велика ерупција Невадо дел Руиза пре 1985. године.

### Лахар 1845. године
Током јутра 19. фебруара 1845. године велики земљотрес довео је до појаве бројних блатних токова који су испунили долину реке Лагуниљас на дужини од око 70 km. Блатни ток се поделио у два крака - један је наставио долином реке Лагуниљас до ушћа у Магдалену, а други је зашао у ток реке Сабандиха. Према проценама, око хиљаду људи погинуло је од последица кретања блатних токова.

### Ерупција 1985. године
Почев од новембра 1984. геолози су приметили виши ниво сеизмичке активности у близини Невадо дел Руиза. Други знаци предстојеће ерупције били су повећање активности фумарола, таложење сумпора на врху вулкана, и мале фреатске ерупције. У наредном периоду дошло је и до експлозија јер је вода у додиру са магмом одмах прешла у пару. Најзначајнији од свих догађаја био је избацивање пепела 11. септембра 1985, да би се активност вулакан смањила у октобру исте године.
Италијанска вулканолошка мисија анализирала је узорке гаса из фумарола и доказала да су у питању смеша угљен-диоксида и сумпор-диоксида, што указује на директно изливање магме на површину. Извештај мисије, који је достављен 22. октобра 1985. године, проценио је да је ризик од појаве лахара веома висок.
Новембра 1985. године, вулканска активност је поново повећана како се магма приближавала површини. Вулкан је почео да ослобађа повећане количине гасова богатих сумпор-диоксидом и сумпором. Садржај воде и гасова је смањен, а извори у околини Невадо дел Руиза постали су обогаћен магнезијумом, калцијумом и калијумом, који су излучени од магме. Температура гасова у гротлу кретала се од 200 до 400 °C. Велики притисак настао услед виских температура гасова довео је до експлозивне ерупције вулкана.
У 15.06 часова, 13. новембра 1985. године, Невадо дел Руиз започиње избацивање дацитске тефре више од 30 km у атмосферу. Укупна маса пирколастичног материјала избаченог током ерупције била је око 35 милиона тона. Од те масе чак 700 хиљада тона сачињавао је сумпор-диоксид.
Ова ерупција је достигла вредност 3 на индексу вулканске експлозивности. Ерупција је произвела пирокластичне токове који су отопили делове ледника и снежног покривача. Такође је уништила језерце у околини које је примећено неколико месеци пре ерупције. Вода у таквим вулканским језерима има тенденцију да буде изузетно слана и садржи растворене вулканске гасове. Врела и кисела вода језера је знатно убрзала топљење леда; овај ефекат је потврдио да се велике количине сулфата и хлорида налазе у лахару.
Лахари су се формирали од воде, леда, пловућца и других стена, помешани са глином, а спуштали су се низ падине вулкана брзином и до 60 km/h. То је довело до еорзије земљишта на падинама, одрона и уништавања вегетације. У подножну вулкана, лахари су наставили кретање кроз речне долине, повећавши своје величину и дпо четири пута. Максимална ширина блатних токова износила је 50 m у долини реке Гвали.

### Скорашња активност
Током септембра и октобра 2010. године Колумбијски институт за рударство и геологију, указао је на повећану сеизмичку активност у близини кратера Аренас. Анализе су указале на одређене гехемијске промене и деформације. Током наредних четири месеца забележен је велики број потреса који су указивали на потенцијалну ерупцију вулкана у будућности.
Године 2012, дошло је до драматичног повећања броја земљотреса. Током марта научници су приметили свеже наслаге пепела у близини вулкана и реке Гвали. Количина пепела и учесталост потреса значајно су повећани током јуна месеца. Због озбиљности потреса власти су издале наредбу за евакуацију око 1.500 људи у близини самог вулкана.
Главна ерупција вулкана Невадо дел Руиз догодила се 2. јула 2012. године. Период активности трајао је до краја августа, а избацивање пепела и сумпор-диоксида потрајало је све до јануара 2013. године.